# Harold Osorio
Harold Daniel Osorio Moreno (ur. 20 sierpnia 2003 w San Salvadorze) – salwadorski piłkarz występujący na pozycji środkowego lub ofensywnego pomocnika, reprezentant Salwadoru, od 2022 roku zawodnik amerykańskiego Chicago Fire II.